# Středomořský dialog
Středomořský dialog (anglicky: Mediterranean Dialogue) je forma spolupráce Severoatlantické aliance (NATO) a sedmi států Středozemního moře, která byla zahájena v roce 1994 a má pomoci k přispění regionální bezpečnosti a stability. Mezi další přínosy této spolupráce by mělo být vzájemné porozumění, zlepšení a upevnění vztahů mezi jednotlivými státy. Tento Středomořský dialog reflektuje názor NATO, že bezpečnost Evropy je spjata s bezpečností a stabilitou Středomoří. Zároveň doplňuje a posiluje například Organizaci pro bezpečnost a spolupráci v Evropě (OSCE).

## Členové

členské státy NATO
státy Partnerství pro mír
státy Středomořského dialogu

- Alžírsko (připojilo se v březnu 2000)
- Egypt (připojil se v únoru 1995)
- Izrael (připojil se v únoru 1995)
- Jordánsko (připojilo se v listopadu 1995)
- Mauritánie (připojila se v únoru 1995)
- Maroko (připojilo se v únoru 1995)
- Tunisko (připojilo se v únoru 1995)